# Desa Petir (administrativ by i Indonesien, Jawa Barat, lat -6,60, long 106,72)
Desa Petir är en administrativ by i Indonesien.   Den ligger i provinsen Jawa Barat, i den västra delen av landet, 50 km söder om huvudstaden Jakarta.